# Bâleameer
Het Bâleameer (Lacul Bâlea) is een gletsjermeer op 2034 m hoogte in het Făgărașgebergte (Roemenië).
Het meer is 's zomers over de weg bereikbaar via de Transfăgărășan, en het hele jaar door met een kabelbaan vanuit Cascada Bâlea. Aan het meer bevindt zich een weerstation.
In de buurt van het meer werd in 2006 het eerste ijshotel van Oost-Europa geopend.